# Lyman (Ucraina)
Lyman (in ucraino Лиман?) è una città dell'Ucraina orientale sita nel distretto di Kramators'k, nell'oblast' di Donec'k. Ospita l'amministrazione della comunità territoriale di Lyman, una delle comunità territoriali dell'Ucraina.Nel 2022 aveva una popolazione di 20 066 abitanti.
Fino al febbraio 2016 era nota con il nome di Krasnyj Lyman (in ucraino Красний Лиман?, in russo Красный Лиман?, Krasnyj Liman), ma, in seguito alla legge sulla decomunistizzazione, il nome è stato cambiato e approvato dalla Verchovna Rada il 4 febbraio 2016.
Fino al 18 luglio 2020 Lyman era classificata come città di rilevanza regionale, costituiva un comune autonomo e fungeva da centro amministrativo del Distretto di Lyman, sebbene non appartenesse al distretto Nell'ambito della riforma amministrativa dell'Ucraina, che ha ridotto a otto il numero dei distretti dell'oblast' di Donec'k, la città è entrata a far parte del distretto di Kramators'k..
Il 28 maggio 2022, durante l'invasione russa dell'Ucraina, la città è stata occupata dall'esercito russo.
Il 1º ottobre 2022, dopo pesanti combattimenti durati tre settimane dall'inizio della controffensiva nell'Ucraina orientale del 2022, le Forze armate ucraine hanno ripreso il controllo della città, costringendo le truppe russe a ritirarsi in "posizioni meglio difendibili".

## Società

### Evoluzione demografica
Secondo il censimento del 2001:
Etnie
- Ucraini: 84,4%
- Russi: 13,8%
- Bielorussi: 0,6%